# 新潟医科大学 (旧制)
| 新潟医科大学 （新潟医大） | 新潟医科大学 （新潟医大）        |
| ------------------------- | -------------------------------- |
| 創立                      | 1922年                           |
| 所在地                    | 新潟市                           |
| 初代学長                  | 池田廉一郎                       |
| 廃止                      | 1960年                           |
| 後身校                    | 新潟大学                         |
| 同窓会                    | 新潟大学 医学部学士会 （有壬会） |

旧制新潟医科大学 （きゅうせいにいがたいかだいがく） は、1922年 （大正11年） 4月に設立された旧制官立大学。略称は新潟医大。
本項では、旧制新潟医学専門学校 （新潟医専） など前身の諸校を含めて記述する。

## 概要

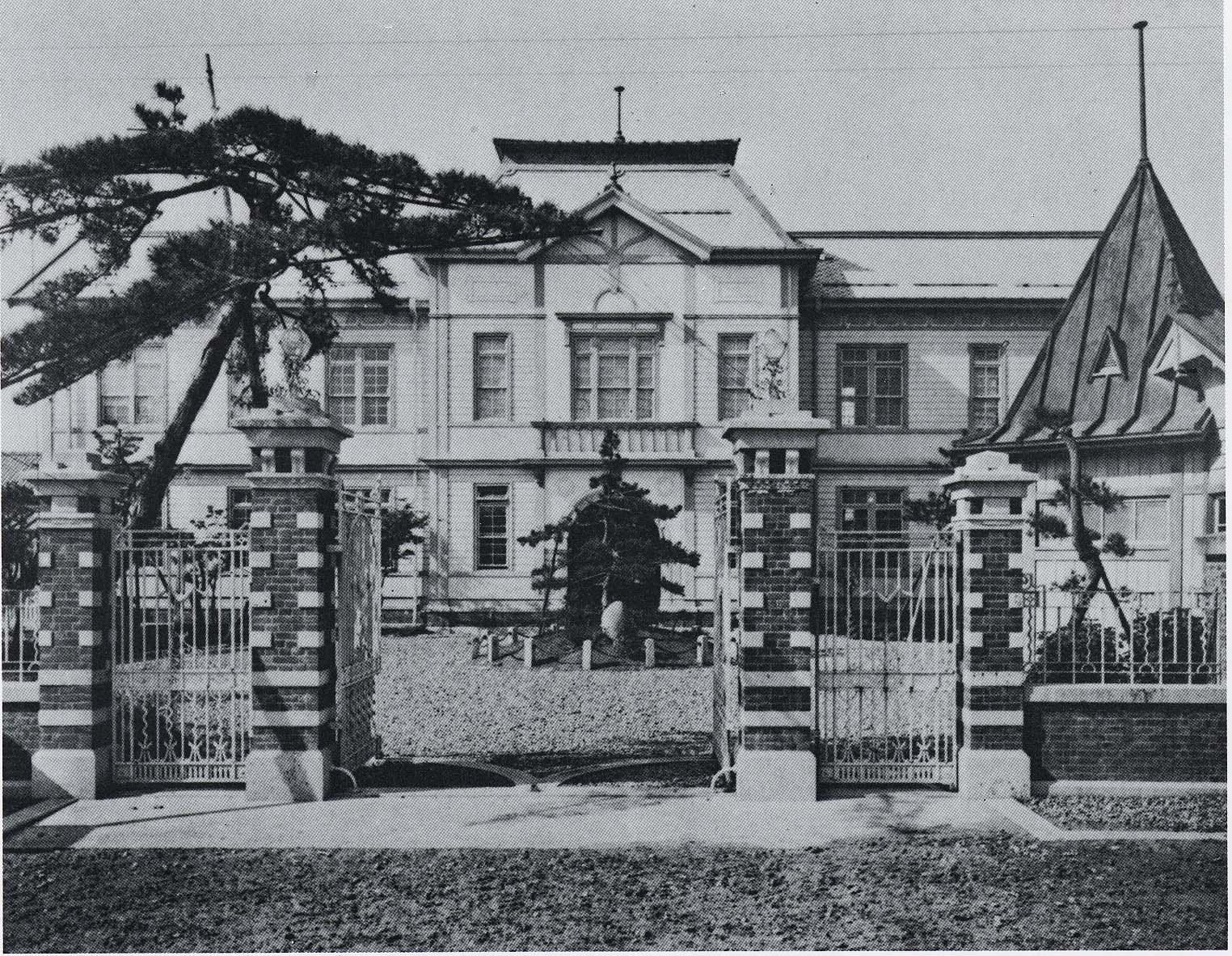
官立新潟医学専門学校正門。1914年建設の門柱は現在も新潟大学医学部表門として使用され、登録有形文化財に登録されている。

- 1910年 （明治43年） に設立された官立新潟医学専門学校を前身とする。
- 大正期の高等教育機関拡充政策により、20世紀初頭に設立された他の官立医学専門学校4校と同時期に医科大学に昇格し、新潟医科大学となった （他の4校は、岡山・千葉・金沢・長崎）。この経緯から、後身校 新潟大学医学部は旧六医科大学の一つに数えられている。
- 医学部のほか、臨時附属医学専門部を設置した。
- 第二次世界大戦後の学制改革で、新潟大学医学部・同附属病院の母体となった。
- 同窓会は 「新潟大学医学部学士会」 （有壬会： ゆうじんかい） と称し、旧制・新制合同の会である。

## 沿革

### 前史
- 1869年5月： 新潟町検断 鈴木長蔵、新潟寺町 正福院内に施蘭薬院を開設。
  - 現・新潟市中央区西堀通七番町。
  - 施薬・種痘に携わったが、資金が続かず、まもなく廃止[1]。
- 1870年4月： 新潟町毘沙門島 （現・新潟市中央区住吉町） に仮病院（共立病院）開院。
  - 施薬・種痘のほか、一等主医 竹山屯により医学教育がなされた。
  - 経費は港仲金 （すあい： 港の関税） によって賄われた。
- 1870年11月： 仮病院、寺町通四ノ丁に移転。
- 1871年8月： 一等主医 竹山屯辞任、医学教育中止。
- 1873年2月： 港仲金廃止により仮病院廃止。
- 1873年3月： 県令 楠本正隆・新潟町戸長 鈴木長蔵ら、病院復活に向けて運動。
- 1873年7月： 新潟町横三番町町会所内に私立新潟病院開設、医学所を併設。
  - 現・柾谷小路 第四銀行本店付近。
- 1873年11月： 私立新潟病院、現在の医学町通に移転、開院式挙行。
  - 現在の新潟県医師会館から白山公園の一帯[2]。
- 1875年3月： 竹山屯、副医長・助教授として復帰。
- 1876年4月： 私立新潟病院から県立新潟病院に改称。
- 1879年7月： 新潟医学校附属病院と改称。
  - 新潟医学校は乙種で、予科1年・本科4年。初代校長： 竹山屯。
- 1881年1月： 産婆教場を開設 （1885年4月、産婆学校と改称）。
- 1883年8月： 新潟医学校から県立甲種新潟医学校に改称。
- 1883年9月： 県立甲種新潟医学校に附属薬学校 （乙種） を設置。
- 1888年3月： 県立甲種新潟医学校・附属薬学校・産婆学校、廃止。
  - 敷地所有権問題や、医学校への地方税支出禁止 （1887年勅令第48号） による。
- 1888年4月： 県立甲種新潟医学校附属病院から区立新潟病院に改称。
- 1889年4月： 市立新潟病院と改称 （新潟市発足による）。

### 新潟医学専門学校時代
1901年、旧制高等学校医学部 5校が独立し、医学専門学校 （医専） となった （千葉・仙台・岡山・金沢・長崎）。新潟県内でも官立医専設置の要望が高まり、1904年には北越医学会・県教育会が官立医専設置運動を展開した。日露戦争勃発で運動は一時挫折するが、終戦後に本格化した。1905年、県知事が上京して石黒忠悳らに官立医専設置を諮り、敷地・附属病院・創設費30万円の寄附を申し出たのを始め、翌1906年には新潟県会が病院・創設費寄附予算を可決している （最終的に地元負担金は県 24.5万円、市 19万円となった）。これを受けて1907年3月、帝国議会は新潟県への官立医専設置を決定した。
- 1907年12月： 新潟市西北部の南山砂丘で敷地整地。
- 1908年12月： 校舎建築開始 （翌1909年3月、校舎落成）。
- 1910年3月31日： 文部省直轄諸学校官制改正により新潟医学専門学校設置 （勅令第66号）。
- 1910年4月6日： 新潟医学専門学校規則制定 （文部省令第8号・第10号）。
  - 本科は修業年限4年、旧制中学校卒業者対象。
- 1910年6月30日： 市立新潟病院廃止、新潟医学専門学校附属医院に改組。
- 1910年9月11日： 第1回入学式。
- 1910年9月23日： 校友会 「攻瑤会」 発足。
- 1911年10月10日： 第1回創立記念式・陸上大運動会を開催。
- 1912年： この頃、校歌制定。『波は滔々信濃川』 （吉丸一昌 作詞、楠美恩三郎 作曲）。
- 1914年11月： 第1回卒業。
- 1915年12月： 同窓会 「新潟医学専門学校学士会」 発足。

### 新潟医科大学時代
- 1922年3月31日： 勅令第143号 官立医科大学官制により新潟医科大学設置 （岡山と同時）。
  - 新潟医学専門学校は新潟医科大学附属医学専門部と改称、在学生を収容。
  - 学部 （修業年限4年、旧制高等学校理科卒業者対象）・研究科・附属医院を設置。
- 1923年9月： 関東大震災で救護班を派遣 （計3回）： 日暮里・亀戸・戸塚で活動。
- 1924年3月31日： 新潟医科大学附属医学専門部、廃止 （勅令第94号）。
- 1926年3月: 新潟医学大学としての第1回卒業生（18人）が卒業。
- 1927年9月： 同窓会 「新潟医科大学学士会」 発足。
- 1929年12月： 医専・医大の両同窓会が合併、「新潟医科大学学士会」 となる。
- 1939年5月15日： 臨時附属医学専門部を設置 （勅令第315号）。
  - 1939年6月： 臨時附属医専部、第1回入学。
- 1942年10月： 臨時附属医専部部歌制定。『清明 越の白雪に』 （村田成一 作詞、平井保喜 作曲）。
- 1944年3月31日： 臨時附属医学専門部を附属医学専門部と改称 （勅令第200号）。
- 1944年10月： 妙高高原町池ノ平に妙高修練道場を開設。
- 1945年6月： 附属医院看護婦養成科を附属医院厚生女学部と改称。
- 1945年7月： 空襲に備えて設備の間引き破壊を実施。
- 1945年8月12日： 原爆投下に備えて校外へ疎開 （原爆疎開）。
- 1946年7月： 『新潟医大新聞』 創刊。
- 1947年9月： 病院レントゲン科教室から出火 （漏電のため）。
  - 外科・内科教室、第二講堂全焼。第一講堂半焼。
- 1947年12月29日： 学長室で 「北日本総合大学」 設置運動会議を開催。
- 1948年1月： 新潟県知事、北日本総合大学構想を開示。
  - この年、北日本総合大学実現を目指して街頭署名活動などが活発に行われた。
  - 最終的に、新潟県内の官立 （国立） 高等教育機関と県立農専とで新潟大学を創設することとなった。
- 1949年5月31日： 新制新潟大学設置。
  - 旧制新潟医科大学・附属医学専門部は、医学部の母体として包括された。
  - 附属医院は新潟大学医学部附属病院となった。
- 1949年6月： 附属医院厚生女学部を附属医院厚生女学部と改称。
- 1949年10月： 妙高修練道場を好山寮と改称。
- 1951年3月： 附属病院厚生女学部を医学部附属看護学校に改組。
  - 後の新潟大学医療技術短期大学部、現・医学部保健学科。
- 1951年4月： 新制医学部 （4年制） 開設。23日、第1回入学式。
- 1951年11月： 附属病院にて失火 （漏電のため）。
  - 外来棟・薬局・管理部を焼失。
- 1952年3月31日： 附属医学専門部 （旧制）、廃止 （法律第22号）。
- 1954年3月11日： 新潟大学新潟医科大学 （旧制）、最後の卒業。
- 1954年4月： 新制医学進学課程 （2年制） 開設。
- 1955年4月1日： 新制大学院医学研究科 （博士課程） 設置 （7月1日付 法律第44号）。
- 1956年5月1日： 新制大学院医学研究科、第1回入学式。
- 1960年3月31日： 新潟大学新潟医科大学 （旧制）、廃止。

## 歴代校長
新潟医学専門学校校長
- 校長事務取扱： 池原康造 （1910年4月1日 - 1911年4月26日）
- 初代： 池原康造 （1911年4月26日 - 1916年12月24日死去）
- 校長事務取扱： 池田廉一郎 （1916年12月25日 - 1917年1月）
- 第2代： 池田廉一郎 （1917年1月 - 1924年3月）

新潟医科大学学長
- 初代： 池田廉一郎 （1922年4月 - 1925年3月）
- 第2代： 沢田敬義 （1925年3月 - 1931年2月）
- 第3代： 富永忠司 （1931年2月 - 1936年7月）
- 第4代： 本島一郎 （1936年7月 - 1944年9月）
  - 五高校長に転じた。
- 第5代： 橋本喬 （1944年9月 - 1949年5月）
  - 新制新潟大学 初代学長 （1949年5月 - ）
- 第6代： 高野与巳 （1949年5月 - 1950年9月）
  - 俳人の高野素十
- 第7代： 伊藤秦一 （1950年9月 - 1953年9月）
- 第8代： 伊藤辰治 （1953年9月 - 1959年9月）
- 第9代： 松田勝一 （1959年9月 - 1960年3月）

## 校地の変遷と継承
前身の新潟医学専門学校以来、現在の旭町通一番町の校地 （旭町キャンパス） を使用している。

## 著名な出身者
式場隆三郎 - 精神科医、東京タイムズ社長
横山正松 - 核戦争防止国際医師会議が1985年にノーベル平和賞を受賞した際に代表者の1人として氏名が記載されている

## 関連文献
- 新潟大学医学部五十周年記念会（編）　『新潟大学医学部五十年史』　新潟大学医学部五十周年記念会、1962年。
- 新潟大学二十五年史編集委員会（編）　『新潟大学二十五年史 : 総編』　新潟大学二十五年史刊行委員会、1974年。
- 『官報』